# Angela Duncan Naeth
Angela Duncan Naeth (* 23. Februar 1982 als Angela Elaine Naeth) ist eine kanadische Triathletin und mehrfache Ironman-Siegerin (2014–2019).

## Werdegang
Angela Naeth studierte an der University of Missouri in Columbia, im US-Bundesstaat Missouri.

Sie betreibt Triathlon seit 2006, ist seit 2008 als Profi-Athletin aktiv und startet seit 2009 für das Team TBB – vorwiegend auf der Mitteldistanz (1,9 km Schwimmen, 90 km Radfahren und 21,1 km Laufen). 2009 musste sie verletzungsbedingt fast das ganze Jahr pausieren. Seit 2013 startet sie im First Endurance Team.

### Triathlon Langdistanz seit 2014
Im September 2014 konnte sie bei ihrem dritten Start auf der Ironman-Distanz (3,86 km Schwimmen, 180,2 km Radfahren und 42,195 km Laufen) den Ironman Chattanooga gewinnen.
Im Mai 2015 gewann sie den Ironman Texas und damit die Ironman North American Championships. In Mexiko konnte Angela Duncan im Oktober 2016 ihr zwölftes Ironman-70.3-Rennen gewinnen.
Im November 2023 wurde die 41-Jährige Vierte im Ironman Mexico.
Angela Duncan Naeth ist seit September 2013 verheiratet. 
Sie lebt in Prince George in der kanadischen Provinz British Columbia und ihr Spitzname ist Mighty Mouse. Sie wird trainiert von  Jesse Kropelnicki.

## Sportliche Erfolge
| Datum/Jahr    | Rang | Wettbewerb                        | Austragungsort       | Zeit     | Bemerkung                                   |
| ------------- | ---- | --------------------------------- | -------------------- | -------- | ------------------------------------------- |
| 25. Nov. 2017 | 5    | Ironman 70.3 Bahrain              | Manama               | 04:10:41 |                                             |
| 22. Okt. 2017 | 2    | Ironman 70.3 Miami                | Miami                | 04:20:27 |                                             |
| 31. Okt. 2016 | 1    | Ironman 70.3 Los Cabos            | Los Cabos            |          |                                             |
| 16. Aug. 2015 | 1    | Ironman 70.3 Timberman            | New Hampshire        | 04:16:14 |                                             |
| 19. Juli 2015 | 2    | Ironman 70.3 Racine               | Racine (Wisconsin)   | 04:16:48 |                                             |
| 15. März 2015 | 3    | Ironman 70.3 Monterrey            | Monterrey            | 04:12:54 |                                             |
| 6. Dez. 2014  | 5    | Challenge Bahrain                 | Bahrain              | 04:00:48 | bei der Erstaustragung                      |
| 29. Juni 2014 | 1    | Ironman 70.3 Buffalo Springs Lake | Lubbock              | 04:27:14 |                                             |
| 31. Mai 2014  | 1    | Ironman 70.3 Hawaii               | Hawaii               | 04:30:53 |                                             |
| 16. Feb. 2014 | 1    | Ironman 70.3 Panama               | Panama City          | 04:04:58 |                                             |
| 21. Juli 2013 | 1    | Ironman 70.3 Racine               | Racine               | 04:15:00 |                                             |
| 30. Juni 2013 | 1    | Ironman 70.3 Buffalo Springs Lake | Lubbock              |          |                                             |
| 9. Juni 2013  | 1    | Eagleman Ironman 70.3             | Cambridge (Maryland) | 04:14:06 |                                             |
| 24. Juni 2012 | 1    | Ironman 70.3 Syracuse             | Syracuse             | 04:16:27 |                                             |
| 6. Mai 2012   | 1    | Ironman 70.3 St. Croix            | Saint Croix          | 04:28:12 | Sieg mit neuem Streckenrekord               |
| 3. März 2012  | 2    | Abu Dhabi International Triathlon | Abu Dhabi            |          |                                             |
| 12. Feb. 2012 | 1    | Ironman 70.3 Panama               | Panama City          | 04:15:31 |                                             |
| 7. Aug. 2011  | 1    | Ironman 70.3 Boulder              | Boulder              | 04:10:31 |                                             |
| 1. Mai 2011   | 2    | Ironman 70.3 St. Croix            | St. Croix            | 04:32:07 |                                             |
| 10. Apr. 2011 | 2    | Ironman 70.3 Texas                | Galveston Island     | 04:09:40 |                                             |
| 13. Nov. 2010 | 9    | Ironman 70.3 World Championships  | Clearwater           | 04:18:40 |                                             |
| 30. Okt. 2010 | 2    | Ironman 70.3 Miami                | Miami                | 04:30:03 | Zweite bei der Erstaustragung               |
| 19. Sep. 2010 | 2    | Ironman 70.3 Branson              | Branson              | 04:33:47 |                                             |
| 17. Okt. 2010 | 2    | Ironman 70.3 Austin               | Austin               | 04:17:58 | Zweite hinter der Schweizerin Nicola Spirig |
| 22. Aug. 2010 | 2    | Ironman 70.3 Timberman            | New Hampshire        | 04:24:59 |                                             |
| 8. Aug. 2010  | 2    | Ironman 70.3 Boulder              | Boulder              | 04:22:27 |                                             |
| 27. Juni 2010 | 2    | Ironman 70.3 Buffalo Springs Lake | Lubbock              | 04:24:57 | [ 5 ]                                       |
| 14. Nov. 2008 | 8    | Ironman 70.3 World Championships  | Florida              | 04:16:50 | [ 6 ]                                       |
| 14. Sep. 2008 | 3    | Ironman 70.3 Muskoka              | Muskoka              | 04:43:27 |                                             |

| Datum/Jahr    | Rang | Wettbewerb                 | Austragungsort    | Zeit     | Bemerkung                                                                             |
| ------------- | ---- | -------------------------- | ----------------- | -------- | ------------------------------------------------------------------------------------- |
| 6. Juli 2025  | 13   | Challenge Roth             | Roth              | 09:16:30 |                                                                                       |
| 19. Nov. 2023 | 4    | Ironman Mexico             | Cozumel           | 07:59:57 | das Schwimmen wurde abgesagt                                                          |
| 21. Mai 2022  | 5    | Ironman Lanzarote          | Puerto del Carmen | 10:34:01 |                                                                                       |
| 29. Sep. 2019 | 1    | Ironman Chattanooga        | Chattanooga       | 09:18:45 |                                                                                       |
| 18. Nov. 2018 | 2    | Ironman Mexico             | Cozumel           | 08:57:02 |                                                                                       |
| 5. Aug. 2018  | 3    | Ironman Maastricht-Limburg | Maastricht        | 09:41:00 | [ 7 ]                                                                                 |
| 15. Juli 2018 | 3    | Ironman UK                 | Bolton            | 09:33:48 |                                                                                       |
| 16. Mai 2015  | 1    | Ironman Texas              | The Woodlands     | 08:55:19 | Ironman North American Championships                                                  |
| 28. Sep. 2014 | 1    | Ironman Chattanooga        | Chattanooga       | 08:54:55 | Siegerin bei ihrem ersten Ironman-Start; persönliche Bestzeit auf der Ironman-Distanz |